# Internationalismus (Sprache)
Ein Internationalismus ist ein Wort, das in mehreren Sprachen mit gleicher oder zumindest sehr ähnlicher Bedeutung und Herkunft vorhanden ist. Das Wort wird dabei in den verschiedenen Sprachen ähnlich gesprochen und gleich oder ähnlich geschrieben und ist somit in verschiedenen Sprachen verständlich (z. B. dt. Funktion, engl. function, frz. fonction, russ. функция funkcija usw.).
Je weiter ein Wort international verbreitet ist, desto eher gebührt ihm die Bezeichnung „Internationalismus“. Internationalismen werden zum Teil als „wichtige Vermittler zwischen den Kulturen“ und als „Vertreter eines positiven Globalismus auf der Ebene der Wissenschaften und der Moral“ angesehen. Die internationale Plansprache Interlingua basiert auf der Idee der Internationalismen.
Scheinbare oder echte Internationalismen oder Ähnlichkeiten sprachlicher Ausdrücke in der einen und in einer anderen Sprache bergen die Gefahr Falscher Freunde, d. h., sie vermitteln den Eindruck scheinbarer Bedeutungsidentität oder Bedeutungsverwandtschaft, was leicht zu Übersetzungsfehlern führt.

## Ausbreitung
Die Internationalismen breiten sich auf unterschiedliche Weise aus, sehr alte Internationalismen können sich aus gemeinsamen Wurzeln entwickelt haben. In den meisten Fällen hat jedoch Entlehnung zu ihrer Verbreitung beigetragen. Viele wurden aber auch erst in neuerer Zeit zu Internationalismen, vor allem bei der Bezeichnung neuer wissenschaftlicher oder technischer Begriffe oder Begriffe aus Sport und Gesellschaft.
Jede Sprache hat Besonderheiten in der Phonologie und Schreibweise von Internationalismen. Deklinationsendungen werden meist angepasst. Auch die Rechtschreibung wird oft angepasst.
Manchmal werden bestimmte Internationalismen verändert oder erleben eine Bedeutungsverschiebung oder -verengung, wenn sie in andere Sprachen übertragen werden. Bei typischen Internationalismen ist aber die wesentliche Bedeutung konstant.
Eine kleinere Anzahl von Wörtern, die man zu den Internationalismen rechnen kann, sind lautmalend und sozusagen aus der Natur entlehnt. Beispiele dafür sind Tiernamen wie Kuckuck, die den vom Tier hervorgebrachten Laut nachahmen, aber auch Wörter wie [mama] und [papa] oder [tata], die ihren Ursprung im Lallen von Säuglingen haben, mit einer von Erwachsenen zugeschriebenen Bedeutung.

## Weitestverbreitete Internationalismen
Die am weitesten verbreiteten Internationalismen sind geografischer Art oder Namen von Völkern, Unternehmen und Markennamen. Außer Wörtern mit dem Charakter von Eigennamen gibt es eine Anzahl Termini, die von geografischen Namen oder von persönlichen Eigennamen hergeleitet sind. Hierzu gehören verschiedene „Ismen“ und deren „Isten“, Entdeckungen auf dem Gebiet der Medizin oder in einer anderen Wissenschaft, Maßeinheiten (Volt, Ampere, Ohm, Newton, Watt, Joule, Kelvin usw.), Rassen und Unterarten von Haustieren und Kulturpflanzen, Minerale und anderes mehr. Internationale Wörter oder Wortglieder dieser Art sind meistens in alle Sprachen eingedrungen, in denen der entsprechende Begriff überhaupt bekannt ist, also in alle Ausbausprachen.
An zweiter Stelle kommen Bezeichnungen für früher unbekannte chemische Stoffe und Rohstoffe (Minerale und hergestellte Materialien, zum Beispiel Textilien, Kunststoffe, Legierungen und Verbundwerkstoffe, natürliche und künstliche Drogen, Genussmittel und anderes mehr). Die meisten dieser Wörter haben sich aus dem Abendland oder durch abendländische Vermittlung in fast alle Sprachen verbreitet, die außerhalb von China gesprochen werden. Die Chinesen ziehen Lehnübersetzungen und eigene Neologismen vor, weil Lehnwörter meistens schwer an die Struktur der Sprache anzupassen und nicht ohne weiteres mit chinesischen Schriftzeichen wiederzugeben sind. Problemfrei sind nur solche Neologismen, die im Japanischen eingeführt und schon dort mit chinesischen Schriftzeichen (Kanji) wiedergegeben worden sind.
Zu den Ausnahmen, die es geschafft haben, auch in China einzudringen, gehören die Wörter für Kaffee (咖啡 ka fei, auch 咖啡因 ka fei yin ‚Koffein‘) und Schokolade (巧克力 qiao ke li). Diese Stoffe heißen ungefähr so in fast allen Sprachen.
Das Wort Kaffee kommt vom arabischen qahwa und Schokolade vom aztekischen chicolatl, das aus Nahuatl chicol ‚Schneebesen‘ + a ‚Wasser‘ + tl (Substantivsuffix) gebildet ist. Das Wort mit einem [i] in der ersten Silbe scheint zuerst in Europa bekannt geworden zu sein, und ist in einer Anzahl Romanischer Dialekte und Kleinsprachen, wie auch im Türkischen noch bewahrt. Die ebenfalls aus dem Nahuatl kommende Form mit einem [o] wurde später durch spanische Vermittlung verbreitet.
Das Wort Kakao hatten die Azteken aus einer Mayasprache entlehnt, und es gab auch ein Wort kakauatl für ein aus Kakao und Mais zubereitetes Getränk.
Für neue Arzneistoffe wird heutzutage oft sowohl ein geschützter Markenname als auch ein gemeinsprachlicher Gattungsname für denselben Stoff eingeführt, z. B. Sildenafil für Viagra. Es kommt ansonsten häufig vor, dass Markennamen für populäre Produkte in der Praxis ihren Status als Markennamen verlieren und auch für die entsprechenden Produkte anderer Hersteller Verwendung finden. Das ist z. B. mit dem Wort Aspirin geschehen, welches 1899 von der Bayer AG für ein Acetylsalicylsäurepräparat eingeführt worden ist, aber gegenwärtig fast in der ganzen Welt, auch in China, aber nicht in Schweden, die gemeinsprachliche Bedeutung ‚Acetylsalicylsäurepräparat‘ angenommen hat.
Ein neues Phänomen besteht darin, dass auch der Gebrauch althergebrachter gemeinsprachlicher Internationalismen gesetzlich eingeschränkt wird. Dies kann auf Initiative kommerzieller Interessengruppen geschehen, die bestrebt sind, die Bedeutung von Wörtern wie Marmelade oder Schokolade auf Produkte aus ihrem eigenen Sortiment zu beschränken. So kommt es, dass Blockschokolade nunmehr als „Block“ und Alpenmilchschokolade sogar als „Alpenmilch“ verkauft wird.
Einige weitere Internationalismen, die im Deutschen alltäglich sind und alle in ähnlicher Form und Bedeutung in den Sprachen von mehr als zwei Milliarden Menschen vorkommen:
Akademie – Ananas – Antenne – Athlet – Atom – Bar – Bus – Diktator – Diplom – Direktor – Gorilla – Harmonie – Hotel – Inspektion – Internet – Kabel – Kabine – Kolonie – Komödie – Kopie – Korridor – Kupon – Liga – Magnet – Margarine – Marmelade – Maschine – Medaille – Mikrofon – Mikroskop – Motor – Nummer – OK – Olympiade – Operation – Partei – Pedal – Pistole – Poliklinik – Polizei – Radio – Register – Sandale – Sardine – Satan – Signal – Sport – Station – Studio – Taxi – Television – Tennis – Test – Traktor – Transport – Trolleybus – Tsunami – Visum – Zentrum.

## Kulturkreisgebundene Internationalismen
Internationalismen sind in gewissen Fachbereichen, wie der Medizin und der Technik, besonders weiträumig verbreitet, aber die meisten, insbesondere die älteren, sind auf einen Kulturkreis, d. h. auf eine Zivilisation begrenzt. In der jetzigen Welt gibt es vier vorherrschende Zivilisationen mit mehr als tausendjähriger Tradition: die abendländische, die islamische, die indische und die ostasiatische. Jede dieser Zivilisationen oder Kulturkreise umfasst mehr als eine Milliarde Menschen, und jede von ihnen hat einen eigenen Vorrat an Internationalismen.

### Abendländische
Der abendländische, ursprünglich europäische Kulturkreis umfasst die gesamte Westliche Welt, einschließlich der Völker mit orthodoxer Tradition. Die abendländische Zivilisation der Gegenwart hat starke Wurzeln im antiken Griechenland, im Christentum und in der Aufklärung.
Viele der in europäischen Sprachen gängigen Internationalismen sind ihrer Herkunft nach altgriechisch, lateinisch, aus altgriechischen und lateinischen Elementen neu gebildet, französisch, englisch oder von exotischen Quellen durch diese Sprachen vermittelt worden, wie etwa Bumerang, Katamaran, Tabu und Tomahawk. Das Spanische hat etliche Produkte und deren Bezeichnungen aus Amerika vermittelt, neben der Schokolade zum Beispiel auch die Tomate (mancherorts anders genannt). Auch die deutsche Sprache hat einige Internationalismen hervorgebracht, z. B. Edelweiß, Kitsch, Mittelschmerz, Müsli, Quarz, Schnorchel und zickzack. Häufig entstehen Internationalismen aus den lokalen Bezeichnungen für bestimmte Gegebenheiten oder Gegenstände, die für die Regionen charakteristisch sind oder zunächst waren. So hat das Italienische eine Reihe Internationalismen zu den Fachsprachen der Musik (z. B. crescendo, Oper) und des Finanzwesens (z. B. Bank, Kredit) beigesteuert.
Schon im Lateinischen gab es viele Lehnwörter aus dem Altgriechischen. Im Französischen gibt es außer Erbwörtern aus dem Lateinischen, die manchmal schon dort aus dem Griechischen entlehnt waren, auch viele Neubildungen aus griechischen oder lateinischen Elementen. Solche Neubildungen sind auch von anderen Europäern geschaffen worden, vor allem im Bereich der Wissenschaften. Viele französische Wörter sind im Verlauf der vergangenen sechs Jahrhunderte vom Englischen aufgenommen worden. Dort werden sie meistens genauso geschrieben, wie im Französischen, aber erheblich abweichend ausgesprochen. Auch die Bedeutung ist manchmal nicht dieselbe in den zwei Sprachen. In solchen Fällen spricht man von „falschen Freunden“, die Zweitsprachler in die Irre führen können. Besonders vom 17. bis zum 19. Jahrhundert sind Lehnwörter aus dem Französischen auch massenweise in kontinentaleuropäische Sprachen eingeführt worden, im Osten manchmal durch deutsche und weiter bis nach Zentralasien durch russische Vermittlung. In diesen Fällen weicht die Aussprache nicht so sehr von der französischen ab. Im 20. Jahrhundert ist das Englische die dominierende Quellsprache geworden.
Seit dem 20. Jahrhundert nehmen das Japanische und das Koreanische die neuen abendländischen Internationalismen auf, meist aus dem amerikanischen Englischen, aber auch direkt aus anderen europäischen Sprachen. Auch das Türkische und das Indonesische (nicht so sehr das Malaiische) hat sich für die Aufnahme europäischer Internationalismen aus dem Französischen beziehungsweise dem Niederländischen geöffnet. In den nicht-abendländischen Sprachen des Britischen Weltreichs ist eine kleinere, gemeinsprachliche Auswahl an Lehnwörtern aus dem Englischen heimisch geworden. Dabei ist es die gesprochene Form, die entlehnt wird, während sich das Englische den anderen europäischen Sprachen besser in der geschriebenen Form anschließt.

### Islamische
Der islamische Kulturkreis ist stark vom Islam geprägt, der nicht nur eine Religion, sondern auch eine Gesellschaftsordnung darstellt. Die heilige Schrift der Muslime, der Koran (القرآن), ist in Arabisch verfasst und wird auch von anderssprachigen in dieser Sprache rezitiert. Auf diesem Wege, als auch durch islamische Staatenbildungen und den von arabischen Kaufleuten betriebenen Fernhandel haben sich Lehnwörter aus dem Arabischen im gesamten Kulturkreis ausgebreitet. Später wurde auch das Persische eine bedeutende Quell- und Vermittlungssprache, insbesondere weil es während 5 Jahrhunderten im nördlichen Indien als offizielle Sprache diente und die Sprache des Persischen Reiches als Literatur-, und Kultursprache Zentral-, und Westasiens funktionierte. In sprachlicher Hinsicht gehört der Norden von Indien zusammen mit Pakistan und Bangladesch sowohl zum indischen, persischen als auch zum islamischen Kulturkreis. Die arabische Schrift war früher im gesamten Kulturkreis in Gebrauch, aber heutzutage wird für mehrere der Sprachen wie Türkisch, Swahili und Malaiisch/Indonesisch die lateinische Schrift verwendet.
Das Arabische ist eine semitische Sprache, und sein Wortschatz hat Ähnlichkeiten mit dem der semitischen Sprachen der früheren Zivilisationen Mesopotamiens und der Levante (Akkadisch, Aramäisch, Hebräisch und andere).
Im Arabischen gibt es auch eine begrenzte Anzahl von Lehnwörtern aus dem Altgriechischen und dem Latein. Andere islamisch-abendländische Gemeinsamkeiten gehen auf die gemeinsamen Wurzeln des Christentums und des Islams in der abrahamitischen Tradition zurück.
Beispielwörter aus diesem Kulturkreis:
Arabisch, Persisch, Urdu دنيا [dunjaː] ,Welt’, ,Diesseits’, fast gleichlautend in Hindi, Panjabi, Marathi und Bengalisch; Malaiisch/Indonesisch sowie Swahili dunia, Hausa duniya, Türkisch dünya usw.
Arabisch, Persisch, Urdu كتاب [kitaːb] ,Buch’, fast gleichlautend in Hindi, Panjabi und Bengalisch; Malaiisch/Indonesisch kitab, Swahili kitabu, Türkisch kitap usw.
Das ebenfalls von der arabischen Wurzel k-t-b ,schreiben’ abgeleitete und auch überall verbreitete maktab kann je nach Sprache ,Lesesaal’, ,Büro’, ,Amt’ und ,Schule’ bedeuten (vgl. Swahili maktaba ,Lesesaal‘, ,Bibliothek‘, sonst meist wie in Türkisch mektep ,Schule, Lehranstalt‘). Hier gibt es also auch das Problem der „falschen Freunde“.
Arabisch, Persisch, Urdu سفر [safar] ’Reise’, fast gleichlautend in Hindi, Panjabi und Bengalisch; Swahili safari, Türkisch sefer. Aus dem Swahili ist dieses Wort in der spezialisierten Bedeutung ’Safari’ auch in die abendländischen Sprachen sowie ins Japanische, Koreanische und Indonesische gelangt. Die Ableitung [musaːfir] ’Reisender’ ist im islamischen Kulturkreis auch überall gebräuchlich, auch in Malaiisch/Indonesisch (musafir).

### Indische
Der indische Kulturkreis umfasst den indischen Subkontinent (Vorderindien) und den größten Teil von Südostasien (Hinterindien), nämlich Burma, Thailand, Laos und Kambodscha, während Vietnam zum ostasiatischen (chinesischen) Kulturkreis gehört. Der indische Kulturkreis hat den Hinduismus und den Buddhismus hervorgebracht. Die klassische Quellsprache ist das Sanskrit. Auch die südostasiatische Inselwelt (Indonesien) war an diesen Kulturkreis angeschlossen, bevor sich dort der Islam verbreitete. Deswegen findet man im Indonesischen neben neuen abendländischen Internationalismen und etwas älteren islamischen auch etliche alte indische Internationalismen aus dem Sanskrit, wie z. B. dewa ‚Gottheit‘, manusia ‚Mensch‘ und nama ‚Name‘. In diesen Wörtern erkennt man auch die sprachlichen Gemeinsamkeiten, die zwischen dem indischen und dem abendländischen Kulturkreis deswegen bestehen, weil die dominierenden Quellsprachen in beiden Kulturkreisen indogermanische Sprachen sind. Sanskrit देव [deːvʌ] ‚Gottheit‘ ist mit Lateinisch deus verwandt und मनुष्य [mʌnʊʂjʌ] ‚Mensch‘ mit germanischen Wörtern wie Deutsch Mensch und Schwedisch människa. Bei Sanskrit नामन् [naːmʌn] ‚Name‘ liegt erkennbare Verwandtschaft sowohl mit den germanischen als auch mit den romanischen Sprachen (Lateinisch nomen) vor. In den Sprachen Indiens, auch in den nicht-indoarischen (Südasiatischer Sprachbund), gibt es zwar viele althergebrachte Internationalismen aus dem Sanskrit, aber Neubildungen für neuzeitliche Begriffe haben sich nur selten in der Praxis durchgesetzt. Keine der vielen Sprachen Indiens hat sich zu einer Ausbausprache ersten Ranges entwickelt, und die Sprachen werden nur sehr beschränkt im Sekundar- und Hochschulbereich verwendet. Als Unterrichtssprache dient hier meistens ein indisch gefärbtes Englisch. Eine Besonderheit des indischen Kulturkreises besteht darin, dass eine Vielzahl unterschiedlicher Schriften verwendet wird. Diese haben jedoch strukturelle Gemeinsamkeiten und leiten sich alle aus der altindischen Brahmi-Schrift her.

### Ostasiatische
Im ostasiatischen Kulturkreis ist das Chinesische seit Jahrtausenden die dominierende Sprache, und sie hat das Koreanische, Japanische und Vietnamesische in hohem Grad beeinflusst. In allen diesen Sprachen ist der größte Teil des Wortschatzes chinesischen Ursprungs. Das Japanische hat seit der Einführung der chinesischen Schrift im 5. Jahrhundert in mehreren Wellen chinesische Lehnwörter aufgenommen. Die erste kam bei der Einführung des Buddhismus im 6. Jahrhundert aus dem Wu-Dialekt (Go-on), die nächste im 7. bis 9. Jahrhundert aus Nordchina (Kan-on) und eine weitere etwa im 17. Jahrhundert (Tō-in). Die Aussprache von Lehnwörtern, die im Japanischen mit chinesischen Schriftzeichen wiedergegeben werden, hängt davon ab, welcher Periode sie zugeschrieben werden. Das Vietnamesische hat die Aussprache aus südchinesischen Dialekten übernommen. Anderssprachige Angehörige des Kulturkreises können die Internationalismen in gesprochener Form meistens nicht erkennen. Auch Sprechern unterschiedlicher chinesischer Dialekte fällt es oft schwer, einander zu verstehen. Besonders im Süden von China sind die Dialektunterschiede oft zu groß. Manchmal sind hier Schriftzeichen behilflich, die mit dem Zeigefinger auf die andere Handfläche gezeichnet werden. Die sprachliche Gemeinschaft wird in diesem Kulturkreis also hauptsächlich von der Verwendung der chinesischen Schrift getragen, in der die Bedeutung der Wörter und nicht (oder kaum) ihr Klang wiedergegeben wird. Die Chinesische Schrift ist früher im gesamten Kulturkreis verwendet worden, und das gilt in beschränktem Sinne auch heute noch, obwohl es für das Koreanische seit dem 15. Jahrhundert auch eine eigene Schrift, Hangeul, gibt, und die lateinische Schrift zur Schreibung des Vietnamesischen in Gebrauch gekommen ist. Im 20. Jahrhundert hat das Japanische und das Koreanische massenweise Lehnwörter aus abendländischen Sprachen aufgenommen. Ins Chinesische und Vietnamesische sind dagegen nur sehr wenige eingedrungen.